# Waikawa (fleuve)

Le fleuve Waikawa  (en anglais : Waikawa River) est un cours d’eau, qui s’écoule vers l’est puis vers le sud à travers les Catlins, une zone située au sud de l’Île du Sud de la Nouvelle-Zélande.

## Géographie
Sa longueur totale est de 23 km et il se déverse dans l’Océan Pacifique au niveau de la ville de Waikawa. Tout près de son embouchure, il franchit une série de petites cataractes, appelées ironiquement les ‘chutes du Niagara’ .
La source de la rivière est à 15 km à l’est de Fortrose.